# Okujō no Sukima Shiroi Sora
Singles de Rev. from DVL
Kimi wo Mitsuketa Ano Hi kara Boku no Omoi wa Hitotsu Dake
(30 juin 2015) Vampire
(16 déc. 2016)
Okujō no Sukima Shiroi Sora (屋上のスキマ　白いソラ) est le 6e single du groupe d'idoles japonais Rev. from DVL sorti en janvier 2016.

## Détails du single
Le single sort le 5 janvier 2016, presque sept mois après le précédent single Kimi wo Mitsuketa Ano Hi kara Boku no Omoi wa Hitotsu Dake, en plusieurs éditions (contenant toutes un CD dont les titres sont différents selon l’édition) avec des couvertures différentes : une édition notée A (avec CD et DVD), une autre notée B (CD) et une édition notée WEB non mise en vente (CD). Il atteint la 5e place du classement hebdomadaire des ventes de l'Oricon.
Lors des premières ventes, l'édition B est accompagné d'une photo d'un membre du groupe sélectionnée au hasard ainsi que carte de loterie pour avoir la chance de participer à un événement organisé par le groupe.
L'édition WEB ne comprend qu'un CD tout comme l'édition B.
L'édition A quant à elle comprend un CD différent avec en supplément un DVD (qui contiendra le clip vidéo et celui en version « dance » de la première chanson Okujō Sukima Shiroi Sora, accompagnés de deux vidéos bonus comme la réalisation du clip et une vidéo live).
Le nouveau membre Airi Ikematsu, qui a intégré le groupe en novembre 2015, fait sa première apparition sur ce single. Mais c'est aussi le dernier single auquel participent les membres Nanami Takahashi et Honami Kōya qui quittent le groupe quelques mois plus tard en mai 2016.
La chanson principale Okujō no Sukima Shiroi Sora (ainsi que ses chansons face B Ungaisōten Samurai Tamashii!, Yumemiru Dake Yori et Happy Birthday) figureront dans l'album best-of Never Say Goodbye -arigatou- sorti en mars 2017.

## Membres
Membres crédités sur le single : 
| - Kanna Hashimoto (membre central) : chant principal - Miho Akiyama (sub-leader) : chant principal - Nagisa Shinomiya : chant principal - Miki Washio : chœurs - Hitomi Imai (leader) : chœurs - Honami Kōya : chœurs - Yuna Nishioka (sub-leader) : chœurs | - Yukina Hashimoto : chœurs - Nanami Chikaraishi : chœurs - Reina Fujimoto : chœurs - Nanami Takahashi : chœurs - Saki Furusawa : chœurs - Airi Ikematsu : chœurs |

## Listes des titres
| 1. | Okujō no Sukima Shiroi Sora (屋上のスキマ 白いソラ)    |  |
| 2. | Ungaisōten Samurai Tamashii ! (雲外蒼天・サムライ魂！) |  |
| 3. | Yumemiru Dake Yori (夢見るだけより)                    |  |
| 4. | Okujō no Sukima Shiroi Sora (Instrumental)             |  |
| 5. | Ungaisōten Samurai Tamashii ! (Instrumental)           |  |
| 6. | Yumemiru Dake Yori (Instrumental)                      |  |

| 1. | Okujō no Sukima Shiroi Sora (Music Video)                                         |  |
| 2. | Kimi wo Mitsuketa Ano Hi kara Boku no Omoi wa Hitotsu Dake (MV Dance ver.)        |  |
| 3. | Making of MV (Bonus 1)                                                            |  |
| 4. | Rev.from DVL Live Tour Live And Peace vol.4 ＠ Akasaka BLITZ @ 2015.9.4 (Bonus 2) |  |

| 1. | Okujō no Sukima Shiroi Sora (屋上のスキマ 白いソラ)    |  |
| 2. | Ungaisōten Samurai Tamashii ! (雲外蒼天・サムライ魂！) |  |
| 3. | Smile Jump (スマイル・ジャンプ)                        |  |
| 4. | Rev. from DVL Audio Drama Episode 1                    |  |
| 5. | Okujō no Sukima Shiroi Sora (Instrumental)             |  |
| 6. | Ungaisōten Samurai Tamashii ! (Instrumental)           |  |
| 7. | Smile Jump (Instrumental)                              |  |

| 1. | Okujō no Sukima Shiroi Sora (屋上のスキマ 白いソラ)    |  |
| 2. | Ungaisōten Samurai Tamashii ! (雲外蒼天・サムライ魂！) |  |
| 3. | Happy Birthday                                         |  |
| 4. | Okujō no Sukima Shiroi Sora (Instrumental)             |  |
| 5. | Ungaisōten Samurai Tamashii ! (Instrumental)           |  |
| 6. | Happy Birthday (Instrumental)                          |  |